# Neuromedin U
Neuromedin U (NmU) je neuropeptid nađen u mozgu ljudi i drugih sisara, koji ima brojne funkcije među kojima je kontrakcija glatkih mišića, regulacija krvnog pritiska, percepcija bola, apetit, rast kostiju, i oslobađanje hormona. On je prvi put bio izolovan iz kičmene moždine 1985. Dobio je ime po njegovoj sposobnosti mišićne kontrakcije u uterusu.

## Struktura
Neuromedin U je visoko očuvani neuropetid prisutan u mnogim vrstama. On postoji u više izoformi. Na primer, kod ljudi to je peptid sa  25 aminokiselina (U-25), kod pacova je 23 aminokiseline dug (U-23), a nađeno je da je kod nekih sisara ima 8 aminokiselina. NMU-8 je identikal sa C terminusom  peptida, koji je najočuvaniji region celog peptida. Relativni doprinos različitih izoformi biološkoj funkciji neuromedina U nije potpuno ispitan. Neuromedin U, poput mnogih neuroaktivnih peptida, je amidisan na C-terminusu, i sve izoforme imaju identičan C-terminalni heptapeptid.
Sekvenca neuromedina U-23 kod pacova je: YKVNEYNGPVAPSGGFFLFRPRN-(NH2).

## Literatura
1. 1 2  Brighton PJ, Szekeres PG, Willars GB (2004). „Neuromedin U and its receptors: structure, function, and physiological roles”. Pharmacol. Rev. 56 (2): 231—48. PMID 15169928. doi:10.1124/pr.56.2.3.
2. ↑  Torres R, Croll SD, Vercollone J, Reinhardt J, Griffiths J, Zabski S, Anderson KD, Adams NC, Gowen L, Sleeman MW, Valenzuela DM, Wiegand SJ, Yancopoulos GD, Murphy AJ (2007). „Mice genetically deficient in neuromedin U receptor 2, but not neuromedin U receptor 1, have impaired nociceptive responses”. Pain. 130 (3): 267—78. PMID 17379411. doi:10.1016/j.pain.2007.01.036.
3. ↑  Novak CM, Zhang M, Levine JA (2007). „Sensitivity of the hypothalamic paraventricular nucleus to the locomotor-activating effects of neuromedin U in obesity”. Brain Research. 1169: 57—68. PMC 2735201 . PMID 17706946. doi:10.1016/j.brainres.2007.06.055.
4. ↑  Vigo E, Roa J, Pineda R, Castellano JM, Navarro VM, Aguilar E, Pinilla L, Tena-Sempere M (2007). „Novel role of the anorexigenic peptide neuromedin U in the control of LH secretion and its regulation by gonadal hormones and photoperiod”. American Journal of Physiology. Endocrinology and Metabolism. 293 (5): E1265—73. PMID 17726140. doi:10.1152/ajpendo.00425.2007.
5. ↑  Iwai T, Iinuma Y, Kodani R, Oka J (2008). „Neuromedin U inhibits inflammation-mediated memory impairment and neuronal cell-death in rodents”. Neuroscience Research. 61 (1): 113—9. PMID 18336945. doi:10.1016/j.neures.2008.01.018.
6. ↑  Brighton PJ, Wise A, Dass NB, Willars GB (2008). „Paradoxical behavior of neuromedin U in isolated smooth muscle cells and intact tissue”. The Journal of Pharmacology and Experimental Therapeutics. 325 (1): 154—64. PMID 18180374. doi:10.1124/jpet.107.132803.
7. ↑  Tanida M, Satomi J, Shen J, Nagai K (2009). „Autonomic and cardiovascular effects of central neuromedin U in rats”. Physiology & Behavior. 96 (2): 282—8. PMID 18977236. doi:10.1016/j.physbeh.2008.10.008.
8. ↑  Mitchell JD, Maguire JJ, Kuc RE, Davenport AP (2009). „Expression and vasoconstrictor function of anorexigenic peptides neuromedin U-25 and S in the human cardiovascular system”. Cardiovascular Research. 81 (2): 353—61. PMID 18987052. doi:10.1093/cvr/cvn302.
9. ↑  Zeng H, Gragerov A, Hohmann JG, Pavlova MN, Schimpf BA, Xu H, Wu LJ, Toyoda H, Zhao MG, Rohde AD, Gragerova G, Onrust R, Bergmann JE, Zhuo M, Gaitanaris GA (2006). „Neuromedin U receptor 2-deficient mice display differential responses in sensory perception, stress, and feeding”. Mol. Cell. Biol. 26 (24): 9352—63. PMC 1698522 . PMID 17030627. doi:10.1128/MCB.01148-06.

## Spoljašnje veze
- neuromedin+U на 